# 화성시 병
화성시 병은 대한민국의 국회의원 선거구이다. 경기도 화성시의 일부 지역을 관할한다. 현직 국회의원은 더불어민주당의 권칠승이다.

## 역사
제20대 국회의원 선거를 앞두고 화성시의 인구 증가로 인해 화성시 갑과 화성시 을의 일부 지역을 편입하여 신설되었다. 
대한민국 제21대 국회의원 선거를 앞두고 화성시 지역의 선거구가 조정되었다. 이에 화성시 을 선거구에서 동탄3동을 편입했으며 화성시 갑 선거구로 봉담읍 중 구 갈담면 지역(분천리, 왕림리, 세곡리, 당하리, 마하리, 상기리, 하가등리, 유리, 덕리, 덕우리)을 넘겨주었다. 이에 헌정 사상 최초로 읍면동을 분할하여 구성된 국회의원 선거구가 되었다.
대한민국 제22대 국회의원 선거를 앞두고 화성시 지역의 선거구가 개편됨에 따라 화성시 갑 선거구에서 관할하던 봉담읍 지역을 편입해 봉담읍 전체를 관할하게 되었다. 또한 반월동과 동탄3동이 신설되는 화성시 정 선거구로 넘어갔다.

## 관할 구역
| 대수  | 관할 구역                                                                |
| ----- | ------------------------------------------------------------------------ |
| 20대  | 화성시 봉담읍, 진안동, 병점1동, 병점2동, 반월동, 기배동, 화산동          |
| 21대  | 화성시 봉담읍, 진안동, 병점1동, 병점2동, 반월동, 기배동, 화산동, 동탄3동 |
| 22대~ | 화성시 봉담읍, 진안동, 병점1동, 병점2동, 기배동, 화산동                  |

## 역대 국회의원
| 선거   | 정당 | 정당         | 의원   |
| ------ | ---- | ------------ | ------ |
| 2016년 |      | 더불어민주당 | 권칠승 |
| 2020년 |      | 더불어민주당 | 권칠승 |
| 2024년 |      | 더불어민주당 | 권칠승 |

## 역대 선거 결과

### 대한민국 제20대 국회의원 선거
|  | 50.67% |

|  | 32.26% |

|  | 17.06% |

### 대한민국 제21대 국회의원 선거
|  | 64.45% |

|  | 34.38% |

|  | 1.16% |

### 대한민국 제22대 국회의원 선거
|  | 61.53% |

|  | 37.14% |

|  | 1.31% |